# Días Nuevos
Días Nuevos é o décimo álbum de estúdio do cantor e compositor peruano Gian Marco lançado pela 11 y 6 Discos em 2011. Foi seu primeiro álbum lançado com sua nova gravadora. É um dos álbuns mais vendidos no Peru.

## Desempenho comercial
O álbum teve grande sucesso em toda a América Latina e foi certificado com disco triplo de platina no Peru em julho de 2011. Em dezembro de 2011, o álbum foi certificado quíntuplo de platina no Peru, quebrando um recorde e se tornando o álbum mais vendido do país em 2011. O álbum ganhou o prêmio de Melhor Álbum de Cantor-Compositor no Grammy Latino de 2011. Nesse mesmo ano, o sucesso do álbum também lhe rendeu os prêmios Premios Luces de Artista do Ano e Canção do Ano para Dime Dónde.

## Faixas
Todos os créditos adaptados do AllMusic.
| N.º | Título                                           | Duração |  |
| 1.  | "Cuentame"                                       | 3:49    |  |
| 2.  | "Más Allá"                                       | 3:13    |  |
| 3.  | "Respirar" (Part. Alejandro Sanz)                | 4:21    |  |
| 4.  | "Desde Hace Un Mes"                              | 4:09    |  |
| 5.  | "De Paseo"                                       | 3:29    |  |
| 6.  | "Dime Dónde" (Part. Juan Luis Guerra)            | 4:15    |  |
| 7.  | "Amores Imperfectos"                             | 3:33    |  |
| 8.  | "Sabes Que Cuentas Conmigo" (Part. Diego Torres) | 3:13    |  |
| 9.  | "En Venta"                                       | 4:20    |  |
| 10. | "Si Me Tenias"                                   | 4:01    |  |
| 11. | "Dias Nuevos"                                    | 4:08    |  |